# Quizanes
Quizanes (llamada oficialmente San Pedro de Queizás) es una parroquia y un lugar del municipio español de Verín, en la provincia de Orense, Galicia.

## Toponimia
La parroquia también es conocida por el nombre de San Pedro de Queizanes.

## Organización territorial
La parroquia está formada por una entidad de población:
- Queizás

## Demografía
Gráfica demográfica de la villa y parroquia de Quizanes según el INE español:
| Gráfica de evolución demográfica de Quizanes entre 2000 y 2023 |
|                                                                |
| Datos según el nomenclátor publicado por el INE.               |